# Vulkanstraße
Die Vulkanstraße bezeichnet das Rotlichtviertel in Duisburg-Mitte. Es befinden sich dort etliche Bordelle, darunter auch Laufhäuser. 
Die Bordelle um die Vulkanstraße verfügten Mitte 2013 über insgesamt 432 Zimmer. Die Betreiber erzielen nach einer Schätzung des Express einen monatlich siebenstelligen Gewinn.
Am 31. Oktober 2009 kam es in der Vulkanstraße zu massiven Auseinandersetzungen zwischen den Bandidos und den Hells Angels. Die lokale Polizei musste die Bereitschaftspolizei zur Verstärkung heranziehen. Während die Bandidos das Ruhrgebiet kontrollierten, beanspruchten die Hells Angels das Rheinland für sich; in Duisburg überschnitten sich die Interessen. Zu den weiteren Mitbewerbern zählen Satudarah.
Eine Schließung der Vulkanstraße kommt nicht in Betracht, da dies vor Gericht einem Berufsverbot gleich gesetzt und nicht akzeptiert würde, so die Stadtverwaltung. Unter anderem wurde 2011 der Bau eines weiteren Bordells an der Vulkanstraße von der Bezirksvertretung genehmigt.
2012 begannen gerichtliche Auseinandersetzungen wegen der von Duisburg eingeführten Bordellsteuer. Die Stadt rechnete mit Einnahmen in Höhe von 500.000 Euro jährlich.
Grüne und Linke im Duisburger Stadtrat forderten 2013 eine Beratungsstelle für Prostituierte.